# Montreuil - Hôpital (metrostation)
Montreuil - Hôpital is een metrostation van de Metro van Parijs langs metrolijn 11 gelegen op de gemeentegrens van Montreuil en Noisy-le-Sec.
Het is het 311e station van de Parijse metro. Het werd geopend op 13 juni 2024 als onderdeel van de oostelijke verlenging van de metrolijn van Mairie des Lilas naar Rosny-Bois-Perrier. Montreuil - Hôpital heeft twee perrons gescheiden door de metrosporen. De perrons liggen zo'n 20 meter diep.
Het station bevindt zich onder de Boulevard de la Boissière en onder het terrein van het hôpital intercommunal André Grégoire, op de grens van de gemeenten Noisy-le-Sec en Montreuil, tussen de hoofdingang van het ziekenhuis en de rue des Saules Clouet.
Montreuil - Hôpital heeft twee ingangen, beide gelegen aan de zuidkant van de Boulevard de la Boissière, d.w.z. in Montreuil. De ene bevindt zich op een huidige parkeerplaats van het ziekenhuis in het oosten en de andere bevindt zich het dichtst bij de hoofdingang van het ziekenhuis in het westen. De oostelijke toegang heeft de vorm van een kiosk, een klein, licht gebouw, dat alle verticale circulaties concentreert die naar de ondergrondse stationlobby leiden, d.w.z. een vaste trap, twee roltrappen en twee liften. De toegang aan de westzijde heeft twee symmetrische trechters, voor een vaste trap en een roltrap.

## Intermodaliteit
Het station wordt bediend door de lijnen 76, 129 en 301 van het RATP-busnetwerk en lijn 1 van het Titus-busnetwerk.
Châtelet · 
Hôtel de Ville · 
Rambuteau · 
Arts et Métiers · 
République · 
Goncourt · 
Belleville · 
Pyrénées · 
Jourdain · 
Place des Fêtes · 
Télégraphe · 
Porte des Lilas · 
Mairie des Lilas
Serge Gainsbourg · 
Romainville - Carnot · 
Montreuil - Hôpital · 
La Dhuys · 
Coteaux Beauclair · 
Rosny-Bois-Perrier